# おうし座HL星
おうし座HL星（おうしざHLせい、英: HL Tauri, HL Tau）は、おうし座にある非常に若いおうし座T型星である。地球からおよそ450光年 (140 パーセク) の距離のおうし座分子雲の中に位置している。おうし座HL星の光度と有効温度から、年齢は10万歳よりも若いと推定されている。見かけの等級は 15.1 と暗く、肉眼で見ることは不可能である。
サブミリ波での観測では暗い帯を持った原始惑星系円盤が星を取り囲んでいるのが明らかにされており、多数の惑星が形成されている最中であることを示唆している。おうし座HL星にはハービッグ・ハロー天体 HH 150 が付随している。これは円盤の回転軸に沿って噴出したガスのジェットが周囲の星間ガスや塵と衝突することによって形成されたものである。

## 原始惑星系円盤
おうし座HL星が原始惑星系円盤を持つことは、1975年の波長 2〜4 マイクロメートルの赤外線での分光観測から示唆されていた。この観測はアンチモン化インジウムを使用した光起電性の検出器の開発によって可能となったものであった。この観測では29個の非常に若い恒星の観測が行われ、そのうちおうし座HL星のみが氷粒子の 3.07 µm での吸収が期待される位置に強い吸収の特徴を示した。この吸収は、水分子中の酸素と水素の結合の振動周波数に起因するものである。1982年のサーベイ観測では、おうし座HL星はおうし座DG星とみずがめ座V536星と並んで、最も大きく偏光したおうし座T型星のひとつである事が明らかにされた。
おうし座HL星の周りのガス円盤は、1986年に一酸化炭素 (CO) の干渉計を用いた観測によって発見された。1985年と1986年にオーエンスバレー電波天文台のミリ波干渉計を用いて行われた観測に基づき、星周円盤の質量の範囲は太陽質量の 0.01〜0.5 倍で、最も可能性が高い値は 0.1 太陽質量、また円盤の半径は 200 au と推定された。円盤内のガスとダストの温度はおそらくは数十 K 程度であると考えられる。このガスは、およそ1太陽質量の恒星に重力的に束縛されており、周囲をケプラー回転していることが発見された。一酸化炭素と水素分子などの分子の双極分子流も観測された。さらに双極流の中には鉄も第一鉄 (Fe2+ あるいは Fe(II)) として知られる形態で存在しているのが発見された。
2014年には、アタカマ大型ミリ波サブミリ波干渉計 (ALMA) によるサブミリ波の波長での原始惑星系円盤の画像が公開され、円盤内に複数の溝で区切られた同心円状の明るい環が存在することが明らかになった。この円盤はおうし座HL星の年齢から予想されるよりもずっと進化が進んでいるように思われ、惑星形成過程はこれまでに考えられていたよりも速く進行している可能性があることを示唆している。ALMA の長基線試験観測キャンペーンのプログラムサイエンティストであるキャサリン・ヴラハキスは、「最初にこの画像を目にしたときには、私たちはそのあまりの高精細さに言葉を失うほど驚きました。おうし座HL星は100万歳に満たない若い星ですが、この画像を見るとこの星のまわりでは明らかに惑星ができているように見えます。このたった1枚の画像が、惑星形成の研究に革命をもたらすでしょう。」と述べている。
同年の研究では、原始惑星系円盤の複雑な磁場が大きな降着率を引き起こしている可能性があることが示唆されている。

## 画像

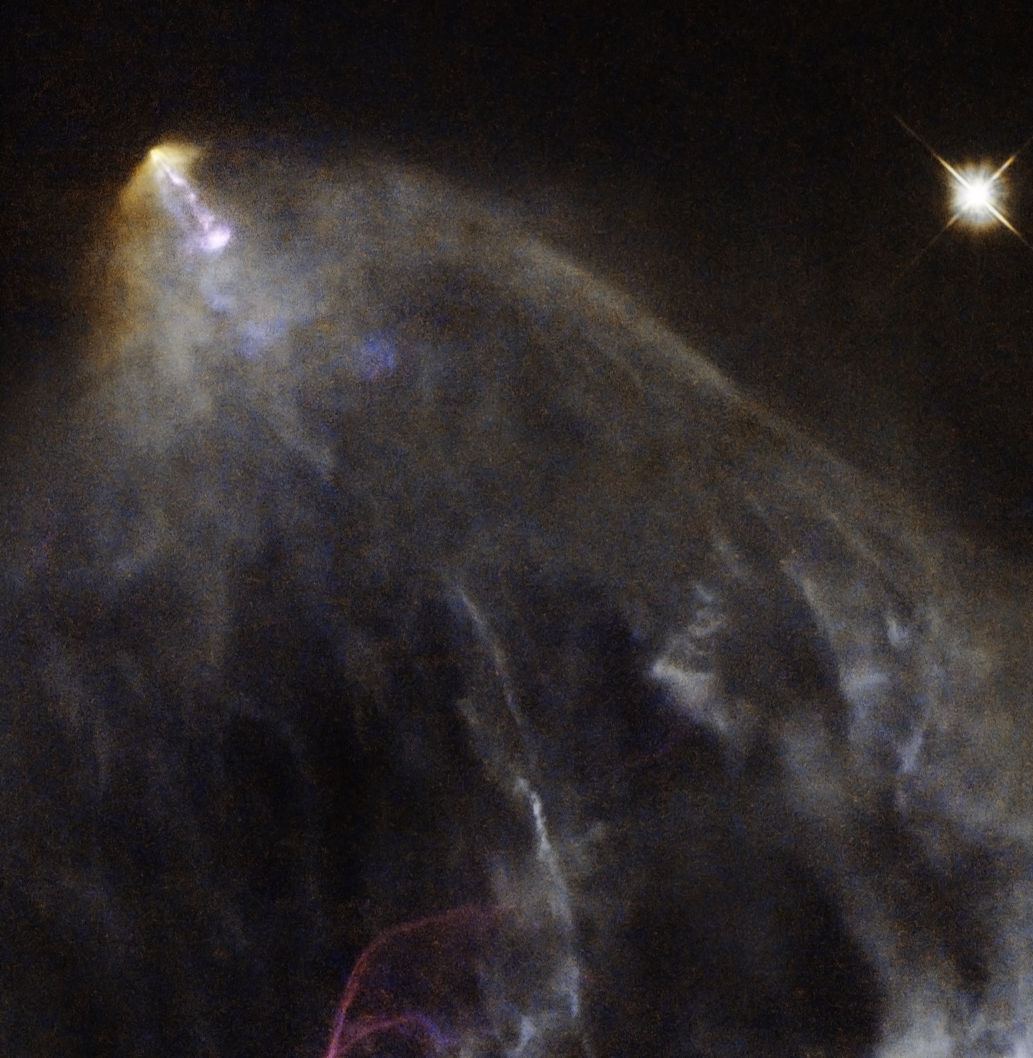
ハッブル宇宙望遠鏡による可視光でのより広い視野の観測では、ハービッグ・ハロー天体である HH 150 が見える[19]。
おうし座分子雲領域の広範囲の画像。おうし座HL星は、左上中央の明るい青色の部分に覆われている。